# アメリー・ドルレアン
アメリー・ドルレアン（フランス語: Marie Amélie Louise Hélène d'Orléans, 1865年9月28日 - 1951年10月25日）は、ポルトガル王カルロス1世の王妃。ポルトガル語名はアメリア（Maria Amélia Luísa Helena de Orleães）。

## 生涯
ともにフランス王ルイ・フィリップの孫で従兄妹同士である、パリ伯フィリップとその妻マリー＝イザベル・ドルレアンの娘として、ロンドン郊外のトゥイッケナムで誕生した。スペイン王アルフォンソ12世妃マリア・デ・ラス・メルセデスは母方の叔母にあたる。
1886年にカルロスと結婚。3子をもうけた。
- ルイス・フィリペ（1887年 - 1908年） - ブラガンサ公
- マリア・アナ（1887年） - 夭折
- マヌエル2世（1889年 - 1932年） - ポルトガル王

1908年2月1日、リスボンでの暗殺事件で、夫カルロスは即死、長男ブラガンサ公は事件から20分後に死亡した。アメリーは驚くべきことに無傷だった。暗殺者たちは、警護員らに銃撃され死亡、後にポルトガル共和党のメンバーとわかった。片腕を負傷した次男マヌエルが王位についた。
1910年、ポルトガル共和国樹立とともに国王一家は亡命、アメリーは1951年にル・シェネで死去した。王国の瓦解によって、アメリーはポルトガル最後の王妃となった。